# Панайотіс Беглітіс
Панайотіс Беглітіс (грец. Πάνος Μπεγλίτης, нар. 25 лютого 1958, Коринф) — грецький політик, член партії ПАСОК, колишній міністр національної оборони Греції (2011).

## Біографічні відомості
Вивчав право в Афінському університеті і дипломатію в Національній школі державного управління. Здобув ступінь магістра міжнародного права та міжнародних відносин у Сорбонні на стипендію Фонду Александра Онассіса. Одружений з Марією Гаргалі, має двох спільних дітей.
1987 року поступив на дипломатичну службу при Міністерстві закордонних справ Греції. В період 1992–1996 років був членом Постійного представництва Греції в Європейському Союзі, а в період 1999–2004 років — директором інформаційної служби Міністерства закордонних справ. 2004 році обраний депутатом Європарламенту від ПАСОК. На виборах 2007 року обраний депутатом від Коринфу за списками ПАСОК і переобраний в 2009 році. З жовтня 2009 року обіймав посаду заступника міністра оборони в уряді Йоргоса Папандреу. 2011 року призначений міністром національної оборони Греції.
Після відставки Йоргоса Папандреу та формування коаліційного уряду на чолі із Лукасом Пападімосом Панайотіс Беглітіс замінений 11 листопада 2011 року на посаді міністра національної оборони Дімітрісом Аврамопулосом.